# Groß Offenseth-Aspern
Groß Offenseth-Aspern é um município da Alemanha, localizado no distrito de Pinneberg, estado de Schleswig-Holstein.